# Вера
Вижте пояснителната страница за други значения на Вера.
Вера (на немски: Werra) е река в Германия (провинции Тюрингия, Хесен и Долна Саксония), дясна съставяща на Везер, от басейна на Северно море. Дължина 300 km, площ на водосборния басейн 5497 km².

## Географска характеристика
Река Вера води началото си от извор-чешма, на 769 m н.в., на югозападния склон на планината Тюрингер Валд, на 10 km североизточно от градчето Айсфелд, в южната част на провинция Тюрингия. По цялото си протежение тече в тясна долина с множество меандри, врязана дълбоко във варовиковите пясъчници на Средногерманските нископланински масиви. При град Мюнден (провинция Долна Саксония), на 117 m н.в., се съединява с идващата отляво река Фулда и двете заедно дават началото на голямата река Везер, вливаща се в Северно море.
Водосборният басейн на Вера обхваща площ от 5497 km², което представлява 12,0% от водосборния басейн на Везер. Речната ѝ мрежа е двустранно развита, но притоците ѝ са предимно къси и маловодни. На запад водосборният басейн на Вера граничи с водосборния басейн на река Фулда (лява съставяща на Везер), на север – с водосборния басейн на река Алер (десен приток на Везер), на североизток – с водосборния басейн на река Елба, а на юг и югозапад – с водосборния басейн на река Рейн (от басейна на Северно море).
Основни притоци: леви – Фелда (42 km, 217 km²), Улстер (57 km, 421 km²); десни – Хьорсел (55 km, 784 km²).
Везер има предимно дъждовно подхранване с пролетно пълноводие и лятно маловодие, по време на което характерно явление са епизодичните прииждания на реката в резултат на поройни дъждове във водосборния ѝ басейн. Среден годишен отток в долното течение 50,3 m³/sec.

## Стопанско значение, селища
Фулда е плавателна за плиткогазещи речни съдове на 599 km от устието си. Долината на реката е по-слабо заселена в сравнение с останалите речни долини на Германия, като най-големите селища са градовете: Хилдбургхаузен, Майнинген, Бад Залцунген, Ешвеге, Мюнден.